# Ван дер Хорст, Антон
Антон ван дер Хорст (нидерл. Anthon van der Horst; 20 июня 1899, Амстердам — 7 марта 1965, Хилверсюм) — нидерландский органист.
Сын органиста, с 15 лет играл на органе в амстердамских церквях. Учился в Амстердамской консерватории у Жана-Батиста Де Пау (орган) и Бернарда Зверса (композиция). С 1921 года преподавал в Амстердамском музыкальном лицее, в 1927 году возглавил музыкальный лицей в Хильверсуме, с 1935 года занимал кафедру органа в Амстердамской консерватории — среди его учеников, в частности, Пит Кее, Шарль де Вольф, Яп Спигт. В послевоенные годы был титулярным органистом соборов в Хильверсюме и Наардене. Руководил ежегодными торжественными исполнениями в Наардене Страстей по Матфею (в Великую пятницу) и Мессы си минор Иоганна Себастьяна Баха. Возглавлял также Гойский музыкальный лицей (нидерл. Goois Muzieklyceum), в 1962 году вошедший в состав Хилверсюмской консерватории. Автор органных сочинений.